# Herbita medama
Herbita medama är en fjärilsart som beskrevs av Druce 1891. Herbita medama ingår i släktet Herbita och familjen mätare. Inga underarter finns listade i Catalogue of Life.